# Ulica Śląska w Gdyni
Ulica Śląska – ulica w Gdyni, licząca ok. 3,5 km długości. Jest to droga, omijająca centrum Gdyni, w całości znajdująca się na terenie dzielnicy Działki Leśne. Ulica Śląska jest przedłużeniem ulicy Morskiej, natomiast jej kontynuacją są równoległe do siebie Droga Gdyńska i ulica Kazimierza Górskiego.
Podczas okupacji Niemcy zmienili nazwę ulicy na Gartenstraße.
Od połowy 2006 roku odcinek ulicy Śląskiej od ronda położonego na wysokości wjazdu do CH „Riviera” do skrzyżowania z ul. Sportową został przemianowany na ulicę Kazimierza Górskiego.
Ulicą Śląską porusza się także autobus komunikacji miejskiej ZKM Gdynia.

## Budynki
Przy ulicy Śląskiej znajdują się między innymi: 
- Gdynia House
- Chińsko-Polskie Towarzystwo Okrętowe S.A. (Chipolbrok) (Śląska 17)
- Baltic Business Center (BBC) (Śląska 23/25)

Nieopodal ulicy znajduje się także dawna centrala firmy Prokom Software (ul. Podolska 21), a obecnie Asseco Poland.